# Vuelta a La Rioja
La Vuelta a La Rioja fue una competición ciclista por etapas profesional del calendario ciclista español que se disputaba en la región de La Rioja, al principio en el mes de septiembre y durante los últimos años en el mes de abril. Su última edición fue en el 2017.
Su organización corría a cargo del Club Ciclista Logroñés.

## Historia
Se creó en 1957 como carrera por etapas, habitualmente 3 o 4 etapas aunque llegó a tener solo 2 (año 1960) e incluso 5 (año 1963), casi siempre con inicio en Logroño y siempre con final en dicha capital riojana. Hasta 1995 se disputaba a finales del mes de septiembre, cercano a las Fiestas de San Mateo de Logroño, siendo una de las últimas carreras de la temporada. Desde 1996 se disputaba en el mes de abril, para evitar la coincidencia con la Vuelta a España que pasó a disputarse en septiembre desde 1995; y aprovechando así las sinergias con otras pruebas en el norte de España en esas fechas: Gran Premio Miguel Induráin, Vuelta al País Vasco, Klasika Primavera y Vuelta a Castilla y León (al principio se disputó como prueba inicial de ese conjunto de carreras y desde 2014 como prueba final).
Sus primeras ediciones fueron muy modestas con incluso solo 3 equipos participantes en 1969 y algunos años de la década de los 70. A finales de la década de los 90 y principios de los 2000, tras asentarse en sus nuevas fechas, fue su época de mayor prestigio llegando a repartir más de 36.000 € en premios -37.200 € en 2005-; pero pronto el presupuesto bajó hasta solo ser carrera de un día con un presupuesto en premios de 14.477 € (sus últimos 2 años). En 1999 llegó su récord de participación con 21 equipos y 163 corredores.
Desde la creación de los Circuitos Continentales UCI en 2005 formó parte del UCI Europe Tour, dentro de la categoría 2.1 primero y en 2009 como pasó a durar solamente un día disputado en forma de clásica, se modificó su categoría a la 1.1. Desde 2013 se estableció un recorrido eminentemente llano en contraposición a las dificultades montañosas de la mayoría de ediciones anteriores. En 2019 se anunció su cancelación sine die tras no disputarse en 2018.

## Palmarés

### Pódiums
| Año  | Ganador                        | Segundo                    | Tercero                       |
| ---- | ------------------------------ | -------------------------- | ----------------------------- |
| 1957 | Albert Sant Alenta             | Cosme Barrutia             | Salvador Botella              |
| 1958 | Manuel Martín Piñera           | José Antonio Musitu        | Luciano Montero               |
| 1959 | No se disputó                  |                            |                               |
| 1960 | Ángel Rodríguez                | Juan Campillo              | Raúl Rey                      |
| 1961 | No se disputó                  |                            |                               |
| 1962 | Carlos Echeverría              | Adolfo Legarra             | Sebastián Elorza              |
| 1963 | Carlos Echeverría              | José Antonio Momeñe        | Antón Barrutia                |
| 1964 | Antón Barrutia                 | Carlos Echeverría          | Ramón Mendiburu               |
| 1965 | Juan María Uribezubia          | Valentín Uriona            | Carlos Echeverría             |
| 1966 | Antonio Gómez del Moral        | Mariano Díaz               | José Manuel Lasa              |
| 1967 | Gabino Ereñozaga               | Eugenio Lisarde            | Andrés Gandarias              |
| 1968 | Ramón Mendiburu                | José Ramón Goyeneche       | Jesús Roda                    |
| 1969 | Luis Ocaña                     | Andrés Gandarias           | Francisco Galdós              |
| 1970 | Carlos Echeverría              | José Luis Galdamez         | Juan María Santisteban        |
| 1971 | Jesús Manzaneque               | José Casas                 | José Luis Abilleira           |
| 1972 | José Antonio Pontón            | Luis Pedro Santamarina     | Antonio Martos                |
| 1973 | Jesús Manzaneque               | Francisco Galdós           | José Pesarrodona              |
| 1974 | Jesús Manzaneque               | Juan Manuel Santisteban    | José Casas                    |
| 1975 | Javier Elorriaga               | Jesús Manzaneque           | Vicente López Carril          |
| 1976 | No se disputó                  |                            |                               |
| 1977 | Rafael Ladrón de Guevara       | Domingo Perurena           | Carlos Melero                 |
| 1978 | Francisco Galdós               | Vicente Belda              | Marino Lejarreta              |
| 1979 | Eulalio García                 | Jesús Manzaneque           | Ángel López del Álamo         |
| 1980 | Jesús Suárez Cuevas            | Eulalio García             | Vicente Belda                 |
| 1981 | Isidro Juárez                  | Alberto Fernández          | Juan Fernández                |
| 1982 | Marino Lejarreta               | Vicente Belda              | Eulalio García                |
| 1983 | Eduardo Chozas                 | Arsenio González           | Enrique Aja                   |
| 1984 | Iñaki Gastón                   | Julián Gorospe             | Jesús Blanco Villar           |
| 1985 | Francisco Antequera            | Enrique Aja                | Jesús Blanco Villar           |
| 1986 | José Luis Laguía               | Mariano Sánchez            | Francisco Antequera           |
| 1987 | Raimund Dietzen                | Iñaki Gastón               | Julián Gorospe                |
| 1988 | Federico Echave                | Marino Alonso              | Juan Carlos González Salvador |
| 1989 | Enrique Aja                    | Julián Gorospe             | Fernando Quevedo              |
| 1990 | Alfonso Gutiérrez              | Iñaki Gastón               | Enrique Aja                   |
| 1991 | No se disputó                  |                            |                               |
| 1992 | Mikel Zarrabeitia              | Antonio Martín Velasco     | Viktor Klimov                 |
| 1993 | Laurent Jalabert               | Kiko García                | Asiate Saitov                 |
| 1994 | José María Jiménez             | Alex Zülle                 | David García                  |
| 1995 | Miguel Indurain                | José María Jiménez         | Laudelino Cubino              |
| 1996 | Roberto Sierra                 | Herminio Díaz Zabala       | Francisco Cabello             |
| 1997 | José María Jiménez             | Santiago Blanco            | Marcos Serrano                |
| 1998 | Abraham Olano                  | Juan Carlos Domínguez      | Santiago Blanco               |
| 1999 | Juan Carlos Domínguez          | Jan Hruška                 | Igor González de Galdeano     |
| 2000 | Miguel Ángel Martín Perdiguero | Ángel Vicioso              | Roberto Heras                 |
| 2001 | César Solaun                   | Aitor Kintana              | José María Jiménez            |
| 2002 | Carlos Torrent                 | Denis Menchov              | Xavier Florencio              |
| 2003 | Félix Cárdenas                 | Francisco Mancebo          | José Manuel Maestre           |
| 2004 | Vladimir Karpets               | José Ángel Gómez Marchante | Josep Jufré                   |
| 2005 | Javier Pascual Rodríguez       | Israel Pérez               | Jaume Rovira Pous             |
| 2006 | Ricardo Serrano                | Rubén Plaza                | Vladimir Efimkin              |
| 2007 | Rubén Plaza                    | Vladimir Karpets           | Candido Barbosa               |
| 2008 | Manuel Calvente                | Sergio Pardilla            | Niklas Axelsson               |
| 2009 | David García Dapena            | Ángel Vicioso              | Manuel Vázquez                |
| 2010 | Ángel Vicioso                  | Aitor Pérez Arrieta        | Marcos García                 |
| 2011 | Imanol Erviti                  | Juan Pablo Suárez          | Giovanni Báez                 |
| 2012 | Evgeny Shalunov                | Pablo Urtasun              | Mikhail Antonov               |
| 2013 | Francesco Lasca                | Michael Matthews           | Ken Hanson                    |
| 2014 | Michael Matthews               | Francesco Lasca            | Carlos Barbero                |
| 2015 | Caleb Ewan                     | Daryl Impey                | Andrea Palini                 |
| 2016 | Michael Matthews               | Carlos Barbero             | Samuel Caldeira               |
| 2017 | Rory Sutherland                | Michael Albasini           | José Joaquín Rojas            |

### Clasificaciones y otros datos
| Edición | Año  | General                        | Velocidad media | Kilómetros totales | N.º de Etapas | Corredores participantes (equipos) | Corredores que clasificaron | Montaña                     | Puntos (hasta 2009) Combinada (desde 2010) Categorías (desde 2017) | Metas Volantes           | Sprints Especiales          | Equipos               |
| ------- | ---- | ------------------------------ | --------------- | ------------------ | ------------- | ---------------------------------- | --------------------------- | --------------------------- | ------------------------------------------------------------------ | ------------------------ | --------------------------- | --------------------- |
| I       | 1957 | Albert Sant                    | 33,24 km/h      | 607                | 3             | 72 (7)                             | 48                          | Cosme Barrutia              | Salvador Botella                                                   | -                        | -                           | Mobyllete-Gac         |
| II      | 1958 | Manuel Martín Piñera           | 33,87 km/h      | 516                | 4             | 65 (5)                             | 45                          | Manuel Martín Piñera        | Luciano Montero                                                    | -                        | -                           | Boxing-Kas            |
| III     | 1960 | Ángel Rodríguez López          | 38,03 km/h      | 291                | 2             | 55 (6)                             | 41                          | Julio Jiménez               | Raúl Rey                                                           | -                        | -                           | Catigene              |
| IV      | 1962 | Carlos Echevarría              | 37.96 km/h      | 371                | 3             | 40 (6)                             | 34                          | Ángel Gómez                 | Carlos Echevarría                                                  |                          | -                           | Funcor                |
| V       | 1963 | Carlos Echevarría              | 34.39 km/h      | 348                | 5             | 38 (5)                             | 26                          | Julio Jiménez               | Carlos Echevarría                                                  | -                        | -                           | Kas                   |
| VI      | 1964 | Antonio Barrutia               | 30.28 km/h      | 348                | 4             | 30 (4)                             | 20                          | Antonio Barrutia            | Carlos Echevarría                                                  | -                        | -                           | Kas                   |
| VII     | 1965 | Juan María Uribezubia          | 35.27 km/h      | 405.5              | 4             | 33 (4)                             | 22                          | Juan María Uribezubia       | Jose Luis Talamillo                                                | -                        | -                           | Kas                   |
| VIII    | 1966 | Antonio Gómez del Moral        | 36.22 km/h      | 411                | 4             | 39 (4)                             | 31                          | Antonio Gómez del Moral     | José Manuel Lasa                                                   | -                        | -                           | Fagor                 |
| IX      | 1967 | Gabiño Ereñozaga               | 37.05 km/h      | 420                | 3             | 36 (4)                             | 29                          | José Ramon Goyeneche        | José Pérez Francés                                                 | -                        | -                           | Fagor                 |
| X       | 1968 | Ramón Mendiburu                | 34.63 km/h      | 355                | 3             | 39 (4)                             | 30                          | José Ramon Goyeneche        | Ramón Mendiburu                                                    | -                        | -                           | Ferrys                |
| XI      | 1969 | Luis Ocaña                     | 36.04 km/h      | 369                | 3             | 31 (3)                             | 27                          | José Manuel López Rodríguez | Joaquín Galera                                                     | Juan María Uribezubia    | -                           | Fagor                 |
| XII     | 1970 | Carlos Echevarría              | 36.85 km/h      | 454                | 3             | 32 (4)                             | 29                          | Carlos Echevarría           | Bernard Labourdette                                                | Carlos Echevarría        | -                           | Karpy                 |
| XII     | 1971 | Jesús Manzaneque               | 40.79 km/h      | 459                | 3             | 30 (3)                             | 29                          | Jesús Manzaneque            | Andrés Oliva                                                       | Julián Diaz              | -                           | Werner                |
| XIII    | 1972 | José Antonio Pontón            | 38 km/h         | 456                | 4             | 40 (4)                             | 31                          | Julián Cuevas               | Andrés Oliva                                                       | Julián Diaz              | -                           | Karpy                 |
| XV      | 1973 | Jesús Manzaneque               | 38,18 km/h      | 372                | 3             | 25 (3)                             | 21                          | José Gómez Lucas            | Manuel Antonio García                                              | Vicente López Carril     | -                           | Kas                   |
| XVI     | 1974 | Jesús Manzaneque               | 36,64 km/h      | 315                | 3             | 27 (3)                             | 26                          | Santiago Lazcano            | José Gómez Lucas                                                   | Antonio Halcón           | -                           | La Casera             |
| XVII    | 1975 | Javier Elorriaga               | 38,22 km/h      | 349                | 4             | 40 (4)                             | 21                          | José Nazabal                | José Manuel Santisteban                                            | Jesús Suárez Cueva       | -                           | Kas                   |
| XVIII   | 1977 | Rafael Ladrón de Guevara       | 39,96 km/h      | 471                | 3             | 59 (6)                             | 45                          | Franciso Fernández Moreno   | Eulalio García                                                     | Félix Suárez             | -                           | Kas                   |
| XIX     | 1978 | Francisco Galdós               | 37,46 km/h      | 284,4              | 3             | 38 (4)                             | 24                          | Vicente Belda               | Eulalio García                                                     | Ismael Lejarreta         | -                           | Kas                   |
| XX      | 1979 | Eulalio García                 | 37,2 km/h       | 326                | 3             | 59 (7)                             | 49                          | José Lus López Cerrón       | Sebastián Pozo                                                     | Antonio Cabello          | -                           | Colchón CR Manzaneque |
| XXI     | 1980 | Jesús Suárez Cueva             | 40,68 km/h      | 358                | 3             | 61 (8)                             | 27                          | Jorge Fortia                | Jesús Suárez Cueva                                                 | Antonio Coll             | -                           | Zor Vereco            |
| XXII    | 1981 | Isidro Juárez                  | 37,86 km/h      | 406                | 3             | 56 (7)                             | 43                          | Jerónimo Ibáñez             | Ángel Arroyo                                                       | Isidro Juárez            | -                           | Zor Helios            |
| XXIII   | 1982 | Marino Lejarreta               | 36,46 km/h      | 433,5              | 3             | 66 (7)                             | 40                          | Juan Fernández              | Juan Fernández                                                     | Miguel Acha              | José María González Barcala | Kelme                 |
| XXIV    | 1983 | Eduardo Chozas                 | 38,34 km/h      | 537,5              | 4             | 64 (7)                             | 47                          | Enrique Aja                 | Miguel Ángel Iglesias                                              | Philippe Lauraire        | Carlos Hernández            | Zor                   |
| XXV     | 1984 | Iñaki Gastón                   | 38,35 km/h      | 604                | 4             | 68 (7)                             | 43                          | Pello Ruiz Cabestany        | Iñaki Gastón                                                       | Nico Emonds              | Faustino Rupérez            | Reynolds              |
| XXVI    | 1985 | Francisco Antequera            | 36,08 km/h      | 568                | 4             | 70 (7)                             | 57                          | Felipe Yáñez                | Francisco López Caño                                               | José María Moreno        | Camilo Santos               | Teka                  |
| XXVII   | 1986 | José Luis Laguía               | 40,07 km/h      | 491                | 4             | 67 (9)                             | 46                          | Ángel Ocaña                 | José María Moreno                                                  | Javier Recalde           | Jon Unzaga                  | Reynolds              |
| XXVIII  | 1987 | Raimund Dietzen                | 40,76 km/h      | 614,6              | 4             | 80 (10)                            | 67                          | Santiago Portillo           | Markus Eberli                                                      | Juan Martín Zapatero     | Thierry Casas               | Reynolds-SEUR         |
| XXIX    | 1988 | Federico Echave                | 37,53 km/h      | 643,9              | 4             | 88 (11)                            | 69                          | Federico Echave             | José Juan Canellas                                                 | Juan Manuel García Muñoz | Juan Manuel García Muñoz    | Teka                  |
| XXX     | 1989 | Enrique Aja                    | 37,02 km/h      | 675,6              | 4             | 96 (12)                            | 41                          | Iñaki Gastón                | Jesús Blanco Villar                                                | Fermín Trueba            | Emilio Cuadrado             | Paternina-Orbea       |
| XXXI    | 1990 | Alfonso Gutiérrez              | 40,18 km/h      | 656,5              | 4             | 96 (12)                            | 77                          | Iñaki Gastón                | Alfonso Gutiérrez                                                  | José Ignacio Cano        | Juan Reina                  | BH-Amaya              |
| XXXII   | 1992 | Mikel Zarrabeitia              | 36,64 km/h      | 492,1              | 3             | 72 (9)                             | 60                          | Neil Stephens               | Kenneth Weltz                                                      | Miguel Ángel Iglesias    | Juan Martínez Oliver        | Seguros Amaya         |
| XXXIII  | 1993 | Laurent Jalabert               | 37 km/h         | 526,5              | 3             | 70 (7)                             | 64                          | Augusto Triana              | Laurent Jalabert                                                   | Jaime Carlos Gutiérrez   | Jaime Carlos Gutiérrez      | ONCE                  |
| XXXIV   | 1994 | José María Jiménez             | 33,6 km/h       | 525,5              | 3             | 70 (7)                             | 57                          | Antonio Miguel Díaz         | Laurent Jalabert                                                   | Prudencio Induráin       | Prudencio Induráin          | ONCE                  |
| XXXV    | 1995 | Miguel Indurain                | 37,1 km/h       | 509                | 3             | 90 (9)                             | 79                          | Laudelino Cubino            | Miguel Indurain                                                    | José Antonio Espinosa    | Andrei Zintchenko           | Banesto               |
| XXXVI   | 1996 | Roberto Sierra                 | 38,28 km/h      | 490,2              | 3             | 60 (6)                             | 57                          | Roberto Sierra              | Marcel Wüst                                                        | Marcel Wüst              | Andrei Zintchenko           | ONCE                  |
| XXXVII  | 1997 | José María Jiménez             | 40,72 km/h      | 629,3              | 4             | 140 (18)                           | 116                         | Serguei Smetanine           | Luis Pérez                                                         | Vladimir Miholjević      | Peter Verbeken              | Euskadi               |
| XXXVIII | 1998 | Abraham Olano                  | 38,94 km/h      | 706,5              | 4             | 120 (15)                           | 104                         | José Jaime González         | Serguei Smetanine                                                  | Jan Hordijk              | Edouard Gritsoun            | Banesto               |
| XXXIX   | 1999 | Juan Carlos Domínguez          | 40,49 km/h      | 519,5              | 4             | 163 (21)                           | 124                         | Bingen Fernández            | Serguei Smetanine                                                  | Jeremy Hunt              | Edouard Gritsoun            | Vitalicio Seguros     |
| XL      | 2000 | Miguel Ángel Martín Perdiguero | 39,92 km/h      | 692                | 4             | 128 (16)                           | 83                          | Íñigo Chaurreau             | Miguel Ángel Martín Perdiguero                                     | Jesús Zárate             | Jesús Zárate                | Euskaltel-Euskadi     |
| XLI     | 2001 | César Solaun                   | 39,61 km/h      | 648,5              | 4             | 98 (13)                            | 63                          | David Navas                 | Juan Miguel Cuenca                                                 | Jesús Manzano            | Michelle Gobbi              | iBanesto.com          |
| XLII    | 2002 | Carlos Torrent                 | 41,79 km/h      | 573,3              | 3             | 100 (13)                           | 73                          | Jesús Manzano               | Carlos Torrent                                                     | Benjamín Noval           | Jesús Manzano               | US Postal             |
| XLIII   | 2003 | Félix Cárdenas                 | 40,55 km/h      | 319,9              | 3             | 89 (12)                            | 75                          | Félix Cárdenas              | Paco Mancebo                                                       | Carlos Torrent           | Tino Zaballa                | iBanesto.com          |
| XLIV    | 2004 | Vladimir Karpets               | 40,86 km/h      | 469,1              | 3             | 79 (11)                            | 70                          | Jorge Ferrío                | Jan Kuyckx                                                         | Gustavo Domínguez        | Gustavo Domínguez           | Illes Balears-Banesto |
| XLV     | 2005 | Javier Pascual Rodríguez       | 40,55 km/h      | 529,2              | 3             | 75 (10)                            | 72                          | Félix Cárdenas              | Javier Pascual Rodríguez                                           | José Ruiz Sánchez        | -                           | Spiuk                 |
| XLVI    | 2006 | Ricardo Serrano                | 40,55 km/h      | 474,5              | 3             | 94 (12)                            | 78                          | Manuel Vázquez              | Ricardo Serrano                                                    | Mirko Allegrini          | -                           | Kaiku                 |
| XLVII   | 2007 | Ruben Plaza                    | 41,22 km/h      | 459,2              | 3             | 93 (12)                            | 87                          | Pablo Urtasun               | Candido Barbosa                                                    | Pablo de Pedro           | -                           | Caisse d'Epargne      |
| XLVIII  | 2008 | Manuel Calvente                | 42,10 km/h      | 465,5              | 3             | 96 (12)                            | 77                          | Manuel Calvente             | Fran Ventoso                                                       | Manuel Calvente          | -                           | Burgos Monumental     |
| XLIX    | 2009 | David Garcia Dapena            | 36,88 km/h      | 218,7              | 1             | 96 (11)                            | 53                          | David Garcia Dapena         | Paco Mancebo                                                       | Paco Mancebo             | Oleg Chuzhda                | Rock Racing           |
| XLX     | 2010 | Ángel Vicioso                  | 42,10 km/h      | 465,5              | 1             | 109 (11)                           | 84                          | Jhon Martínez               | Jhon Martínez                                                      | Oleg Chuzhda             | Fabio Duarte                | Caisse d'Epargne      |
| XLXI    | 2011 | Imanol Erviti                  | 40,73 km/h      | 198                | 1             | 92 (12)                            | 91                          | Walter Pedraza              | Garikoitz Bravo                                                    | Ion Pardo                | Enrique Sanz                | Movistar              |
| XLXII   | 2012 | Evgeny Shalunov                | 39,67 km/h      | 198                | 1             | 67 (9)                             | 67                          | Camilo Suárez               | Evgeny Shalunov                                                    | Evgeny Shalunov          | Alexander Ryabkin           | -                     |
| XLXIII  | 2013 | Francesco Lasca                | 40,38 km/h      | 158,7              | 1             | 85 (11)                            | 73                          | José Herrada                | Michael Albasini                                                   | Rubén Plaza              | -                           | -                     |
| XLIV    | 2014 | Michael Matthews               | 42,13 km/h      | 164,7              | 1             | 83 (12)                            | 70                          | Miguel Mínguez              | Raul Rubio                                                         | Pello Bilbao             | -                           | Lokosphinx            |
| XLV     | 2015 | Caleb Ewan                     | 42,88 km/h      | 166,3              | 1             | 116 (15)                           | 80                          | Christian Meier             | Ángel Madrazo                                                      | Ángel Madrazo            | -                           | Orica-GreenEDGE       |
| XLVI    | 2016 | Michael Matthews               | 42,54 km/h      | 157,4              | 1             | 123 (16)                           | 114                         | Antonio Molina Canet        | Pablo Torres                                                       | Diego Milán              | -                           | W52-FC Porto          |
| XLVII   | 2017 | Rory Sutherland                | 44,02 km/h      | 150,5              | 1             | 97 (15)                            | 118                         | Eduard Prades               | Robert Power                                                       | -                        | -                           | Movistar              |

## Palmarés por países
| País      | Victorias | Último vencedor          |
| --------- | --------- | ------------------------ |
| España    | 49        | Imanol Erviti en 2011    |
| Australia | 4         | Rory Sutherland en 2017  |
| Rusia     | 2         | Evgeny Shalunov en 2012  |
| Alemania  | 1         | Raimund Dietzen en 1987  |
| Francia   | 1         | Laurent Jalabert en 1993 |
| Colombia  | 1         | Félix Cárdenas en 2003   |
| Italia    | 1         | Francesco Lasca en 2013  |